# MTV Россия
«MTV Россия» (свидетельство СМИ — MTV) — российский музыкально-развлекательный телеканал, осуществлявший своё эфирное вещание с 25 сентября 1998 по 31 мая 2013 года. 1 октября 2013 года по решению Viacom International Media Networks (VIMN), правообладателя бренда «MTV», «MTV Россия» был перезапущен уже как спутниковый платный телеканал, вещание которого было прекращено 15 декабря 2022 года.
В 1998—2013 годах права на вещание и транслируемый контент под брендом «MTV» в России принадлежали телекомпании «Энергия-ТВ». С 25 сентября 1998 по 16 июля 2000 года вещание телеканала на 38 ТВК в Москве осуществлялось с дополнительным логотипом «Энергия-ТВ» в правом нижнем углу (также он показывался в Екатеринбурге, Красноярске и Сургуте), во время рекламных блоков логотипы MTV и «Энергии-ТВ» отключались. Осенью 2013 года учредителем и вещателем телеканала стал ViacomCBS (сейчас Paramount) International Networks.

## История

### 1988—1998 годы: Предыстория
В октябре 1988 года руководство MTV Networks Europe (ныне Paramount Networks EMEAA) посетило СССР для предварительных переговоров о начале работы MTV Europe, тогда же была подана заявка на регистрацию телеканала.
В 1989 году MTV Europe в прямом эфире освещал московский музыкальный фестиваль со стадиона имени Ленина. Советские артисты официально дебютировали на MTV летом 1989 года. Московская группа «Круиз» выпустила тогда же песню-манифест Hit for MTV.
В начале 1991 года дистрибьютор Metromedia International Group совместно с частной кабельной сетью Lencentel заключили контракт с MTV Europe на 5 лет (позже, в конце 1995 года новым дистрибьютором канала стал «Chello Zone»). Это был первый контракт на сквозную круглосуточную ретрансляцию зарубежного телеканала подписанный в СССР. 8 марта 1991 года Lencentel начала легальную ретрансляцию MTV Europe в своей сети в Ленинграде, что позволило MTV стать первым западным круглосуточным телеканалом транслирующимся в кабельной сети на территории СССР.
В 1993—1998 годах клипы под маркой MTV по инициативе Зосимова в России последовательно выходили на 1-м канале Останкино, 2х2, ТВ-6, ОРТ, Муз-ТВ и на вещавшем в Москве на 33 и 38 ТВК канале Бориса Зосимова BIZ-TV.
О появлении полноценной российской версии телеканала стало окончательно известно 6 апреля 1998 года, когда председатель совета директоров MTV Networks Том Фрестон и президент Biz Enterprises Борис Зосимов, находясь в Майами, подписали пятилетнее лицензионное соглашение на вещание.

### 1998—2002 годы: Начало вещания

Логотип канала с 1998 по 2008 год

В ночь с 25 на 26 сентября 1998 года «MTV Russia» начал своё вещание в Москве, Санкт-Петербурге и Воронеже. Эфир телеканала открыл концерт группы «The Prodigy» в Москве за 1997 год. Первым видеоклипом российского исполнителя стал «Владивосток 2000» группы Мумий Тролль, первым зарубежным видео — клип Паффа Дэдди и Джимми Пейджа «Come With Me».
На начальном периоде работы телеканала в его эфире транслировалось 35 % российских музыкальных клипов, остальные 65 % приходились на зарубежные, в отличие от конкурента в лице канала «Муз-ТВ», в чьём эфире доминировали песни российских исполнителей. В сравнении с конкурентом, «MTV Russia» также привлёк внимание зрителей наличием в эфире видеоклипов достаточно радикальных по меркам отечественного телеэфира российских и зарубежных групп и исполнителей, качественных клипов звёзд зарубежной музыки, хит-парадов из разных стран мира («Украинская 20-ка», «Британский хит-лист», «Сводный чарт»), передач об экстремальном спорте («Новая атлетика»), о стиле и моде («Стилиссимо»), а также документальных телефильмов, рассказывавших биографии и истории из жизни кумиров из мира популярной и рок-музыки («Всё о…», «StarТрек»). Часть первых программ «MTV Russia» изначально возникла на BIZ-TV («News Блок», «Sony PlayStation», «Shit-парад», «Каприз»), оттуда же перешёл и почти весь первоначальный состав ви-джеев. В чёрном списке «MTV Russia» тех лет располагались почти все представители российской популярной музыки, чьи клипы не отсматривались и не отбирались на его худсоветах. Немузыкальные программы зарубежных версий MTV в первые 3-4 года вещания российского канала в эфир почти не попадали. В качестве целевой аудитории своего канала Зосимов рассматривал зрителей в возрасте от 12 до 25-30 лет, среди которых в те годы он и пользовался наибольшим спросом.
В отличие от стран Запада, где MTV являлся по преимуществу кабельным или спутниковым телеканалом, вещание «MTV Россия» в период с 1998 по 2013 год осуществлялось в эфирном диапазоне по принципу сетевого телеканала со смешанной схемой распространения сигнала: через собственные частоты или посредством ретрансляции эфира через сетевых партнёров. В частности, с 26 сентября 1998 по 2 октября 2001 года телеканал «MTV Russia» можно было увидеть утром и ночью в Москве на 33 ТВК на телеканале «Телеэкспо» (занимавшем утренние и ночные часы телеканала «Культура»), передачи дневного и вечернего эфира выходили только на 38 ТВК. В остальных регионах страны вещание телеканала начиналось в 7:00. Со 2 октября 2001 года на 33 ТВК в утреннее и ночное время стал выходить в эфир телеканал «Euronews» а «MTV Russia» полностью перешёл на дециметровую частоту (38 ТВК в Москве, где с 1998 по 2001 год телеканал вещал только по будням с 12:30 до 0:29, и по выходным с 10:00 до 0:29).
В течение 1998—2001 годов вещание «MTV Россия» удалось расширить на большую часть регионов России (Екатеринбург, Красноярск, Новосибирск и многие другие), а также на часть городов Казахстана (Астана, Караганда, Алматы, Темиртау и другие). Изначально вещание канала было сквозным на все часовые пояса вещания. В 2002 году «MTV Россия» начал вещать в новом часовом поясе МСК+4 (для Сибири и Дальнего Востока), что позволило зрителям из этих регионов смотреть программы в удобное время, а не со сдвигом, как то было ранее. В 2010 году добавились версии МСК+2 (для Урала) и МСК+7 (для Дальнего Востока). Поясное вещание прекратилось одновременно с уходом телеканала из эфирного вещания. В январе 1999 года канал начал вещание со спутников TDF 2 (36° в. д.) и Intelsat 604 (60° в. д.), где до этого времени вещал закрытый вследствие экономического кризиса телеканал «НТВ-Плюс Музыка».
В 1999 году каналом были запущены две программы, впоследствии ставшие очень популярными среди зрителей — «Бодрое утро» и «12 злобных зрителей». Не меньшей популярностью пользовались проекты «Музыкальное чтиво» и «Shit-парад», а также мультсериал «Бивис и Баттхед», озвученный Сергеем Чонишвили. Между клипами и передачами в качестве перебивок также показывались короткие мультфильмы, как, например, про кролика и морковку, про кота и птицу, которые злостно издевались друг над другом, или же короткометражные мультфильмы американского аниматора Билла Плимптона («Микромультфильмы», «Враги», «25 способов бросить курить»). С 1 марта 2000 года был начат показ первого молодёжного телесериала на «MTV Россия» — «ФАКультет», также в озвучке Чонишвили. Показатель среднесуточной доли канала колебался от 0,9 % до 1,2 %.
С 5 по 24 сентября 2000 года в связи с пожаром на Останкинской телебашне вещание «MTV Россия» на «Телеэкспо» осуществлялось круглосуточно с 0:30 до 12:30 по будням и с 0:30 до 10:00 по выходным, без четырёх- и пятичасового перерыва с 2:00 до 7:00 и с 3:00 до 7:00, который практиковался ранее. Делалось это в связи с тем, что эфир «MTV Россия» на своей частоте (38 ТВК в Москве, дневные и вечерние передачи) был восстановлен несколько позднее, а на момент возобновления вещания «Телеэкспо» он и вовсе отсутствовал. С 25 сентября 2000 года круглосуточное вещание было отменено, и он стал вещать по прежнему графику (с 7:00 до 2:00 по понедельникам и с 7:00 до 3:00 в остальные дни недели). С 16 апреля 2002 года «MTV Россия» перешёл на круглосуточное вещание на постоянной основе. Несмотря на это, до конца 2000-х годов в ночь с понедельника на вторник в круглосуточной работе телеканала присутствовал еженедельный технический перерыв с 1:45 до 6:00.

### 2002—2008 годы: Продажа Viacom и смена формата
В мае 2002 года Борис Зосимов продал свою долю акций владельцу бренда «MTV» компании Viacom, после чего он покинул телеканал. Одновременно Viacom начала менять формат канала по образцу оригинального телеканала MTV. В связи с грядущими переменами и необходимостью высвободить людские и материальные ресурсы для реализации новых проектов, руководство канала приняло решение о снятии с эфира ряда рейтинговых программ, таких как «12 злобных зрителей», «Бодрое утро», «Тихий час», «Правило буравчика», «ПапарацЦі» и «Каприз». Следом с канала ушли: Василий Стрельников, Елена Зосимова, Лика Длугач, Ирма Игнатова, Антон Комолов, Ольга Шелест, Яна Чурикова, Андрей Григорьев-Аполлонов — ведущие этих программ.
Редакционная политика стала постепенно меняться. В соответствии с взглядами на развитие «MTV Россия» его нового президента Линды Дженсен, с 2002 года на канале было расширено время для программ зарубежного производства с переводом на русский язык, а также для мультсериалов. Среди появившихся в те годы подобных немузыкальных программ и сериалов — «Точка кипения», «В пролёте», «Правда жизни», «Превращение», «По домам», «Давай на спор!», «Тачку на прокачку», «Да здравствует Бэм!», «Южный парк», «Стрипперелла». Вместо закрытых рейтинговых музыкальных программ была создана дневная передача «Тотальное шоу». В музыкальных эфирах канала постепенно увеличилось количество клипов российских поп-исполнителей, в том числе и тех, которые со своей стороны лоббировали крупные рекорд-лейблы или же рекламодатели.
После перехода на «MTV Россия» Ильи Бачурина в музыкальных блоках также часто стали ротироваться и видеоклипы выпускников созданного под его началом проекта «Фабрика звёзд», со временем в эфире стало выходить и само реалити-шоу (дружественным партнёром «MTV Россия» тех лет считался «Первый канал», откуда и пришёл Бачурин). К 2004 году доля аудитории «MTV Россия» выросла до 1,4 %, но в дальнейшем, на фоне ухода изначальных ви-джеев качество программ и популярность телеканала стали постепенно падать. Кроме этого, освободившееся эфирное время стало постепенно отдаваться интерактивным программам, которые были основаны на голосовании, проводимом с помощью отправки на четырёхзначный номер телефона SMS-сообщений. В разное время в эфире «MTV Россия» выходили передачи «SMS-чарт», «Киночарт», «Мобильные роботы» и пр. С 2004 по 2009 год в эфире канала постоянно работали SMS-сервисы для заказа песен на мобильные телефоны или же осуществления разнообразных развлекательных услуг, а также чаты, которые отображались в нижней части экрана во время показа клипов и передач. Аналогичные сервисы в те годы по ходу эфира работали и на других дециметровых специализированных каналах (ДТВ-Viasat, Муз-ТВ, ТВ-3 и 7ТВ).
С 9 января 2004 года вещание «MTV Россия» стало идти со стереозвуком. Об этом под логотипом свидетельствовала серая прямоугольная плашка с текстом «Стерео», отображавшаяся в московском эфире телеканала с января 2004 по январь 2006 года. В это же время на телеканале проводилось техническое переоснащение всех телестудий, задействованных для съёмок собственных проектов.
В середине 2000-х годов усиление позиций таких развлекательных телеканалов, как «СТС» и «ТНТ», вынудило «MTV Россия» с 2005 года изменить сетку вещания телеканала в сторону уменьшения количества демонстрируемых музыкальных клипов и передач, имеющих отношение к музыке, и увеличения количества передач развлекательного характера — как собственного производства, так и передач с закадровым переводом на русский язык, заимствованных у MTV. Из-за сложных отношений с новым руководством (по мнению Тутты Ларсен, не понимавшим, насколько талантливый коллектив был собран на канале Зосимовым), и в связи с неблагоприятной обстановкой для творческой деятельности на канале немногие оставшиеся на нём ви-джеи и закадровые работники из старого состава «MTV Россия» продолжили покидать свои места, в частности, в 2002—2006 годах с канала ушли генеральный продюсер Дмитрий Великанов и ви-джеи Ася Калясина, Михаил Рольник, Татьяна Геворкян, Иван Ургант, Григорий Кулагин.
Несмотря на кадровый отток, примерно в это же время телеканал начал осваивать другие, новые для себя телевизионные жанры. С осени 2004 по осень 2008 года «MTV Russia» проводил собственную церемонию музыкальных наград — MTV Russia Music Awards (RMA). А с 2006 по 2009 год проводилась церемония «Кинонаграды MTV Россия». В 2006 году телеканал запустил высокобюджетный телесериал собственного производства «Клуб». Успех сериала среди зрителей позволил телеканалу снять и второй сериал — «Здрасьте, я ваше папо».
С 2005—2006 годов на канале начался более активный показ зарубежных молодёжных телесериалов: «Клава, давай!», «Клиника», «Блудливая Калифорния», «Молокососы», «Турецкий для начинающих» и других. Одно время в середине 2000-х годов на «MTV Россия» (как и на Муз-ТВ) также транслировались аниме. По воспоминаниям Ильи Бачурина, тогдашнего программного директора канала, бо́льшая часть нововведений на «MTV Россия» не оправдала ожиданий зрителей и руководства: как результат, у телеканала резко сократилась молодёжная аудитория. С 2006 года, как и на других дециметровых каналах тех лет, на «MTV Россия» выходили интерактивные телеигры в формате Call-TV (в которых для победы необходимо было позвонить по телефону и угадать зашифрованное слово, личность или решить математическое уравнение). В разное время выходили телепередачи «Лови удачу!» и «Поймай удачу», в дневное и ночное время.
В июне 2007 года 100 % акций телеканалов «MTV Russia» и «VH1 Россия» были выкуплены компанией «Проф-Медиа». Новый владелец сразу же начал реорганизацию телеканала с целью его перепрофилирования из музыкального в развлекательный. В рамках этой процедуры в январе 2008 года с телеканала был уволен генеральный директор Леонид Юргелас — руководство «Проф-Медиа» было недовольно результатами его работы на «MTV Россия». Если в 2005 году доля MTV ни разу не опускалась ниже отметки в 1—1,4 %, то в 2006—2007 годах на телеканале наблюдалось падение доли: в разные месяцы она колебалась от 0,8 % до 1,1 %.

### 2008—2013 годы: Ребрендинг
В январе 2008 года холдинг «Проф-Медиа» назначает исполняющим обязанности генерального директора «MTV Россия» Константина Лиходедова, который ранее занимался управлением примерно тогда же отошедшего к тому же холдингу киноканала ТВ-3. В апреле новым постоянным генеральным директором телеканала был назначен Алексей Ефимов, ранее работавший в отделе эфирного промоушена на международной версии «Первого канала», а также программным директором НТВ. Исполнительным директором стал Алексей Синицын, бывший заместитель генерального директора 2х2.

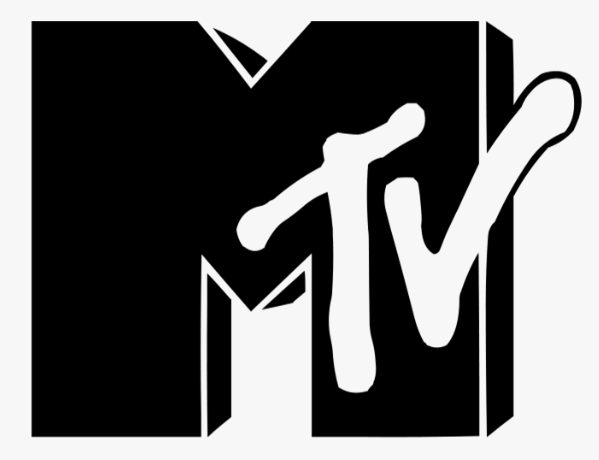
Логотип с 2008 по 2010 год

Летом того же года был начат ребрендинг, который предполагал сокращение производства собственных программ и штата сотрудников. Как следствие, с «MTV Россия» ушли известные ви-джеи Марика и Тимур Соловьёв, а также предпоследняя ведущая из первоначального состава виджеев — Тутта Ларсен (она покинула телеканал по собственному желанию). Из старой команды на «MTV Россия» остался только Александр Анатольевич; при этом его сын Ярослав Александрович перестал работать в кадре. Серьёзно изменилось и программное наполнение: к концу года в эфире «MTV Россия» стали доминировать российские программы стороннего производства и адаптированные под русскоязычных зрителей программы зарубежных отделений «MTV». Одновременно из логотипа телеканала исчезает приписка «МУЗЫКАЛЬНОЕ ТЕЛЕВИДЕНИЕ», в связи с тем, что руководство «MTV Россия» посчитало, что она утратила свою актуальность ввиду изменения сетки и концепции вещания. Изменения в сетке вещания канала в те годы объяснялись тем, что показ исключительно видеоклипов в эфире с развитием интернета и распространением там бесплатной музыки больше не привлекает зрителя и не даёт таких высоких рейтингов, как прежде, а молодёжь удерживают у экранов только «яркие и провокационные реалити-шоу и качественная западная анимация в духе „Южного парка“».
В октябре 2008 года канал начал новый сезон, над которым работала уже команда Алексея Ефимова и других людей, ранее причастных к «Первому каналу». В частности, в рамках этой концепции каждый день рано утром на «MTV Россия» выходило «Стерео-утро», по заявлению телеканала — «первое утреннее музыкальное шоу в формате стерео». Во время клипов в рамках данной передачи светилась уже пиктограмма стереозвука с двумя перекрещенными квадратиками, по аналогии с той, что использовалась с 2003 по 2008 год на «Первом канале». Новые менеджеры продолжили управленческую политику в сторону перепрофилирования «MTV Россия» в развлекательный. Уже на начальном этапе руководства из эфира были убраны все интерактивные телеигры в формате Call-TV (чьë вещание шло ещё с 2006 года), через полтора года — прекращена практика показа клипов за деньги. Также примерно в те же годы из эфира были убраны все ранее работавшие SMS-сервисы по заказу песен на мобильные телефоны.
9 сентября 2009 года в 09:09:09 (МСК) в рамках глобального ребрендинга телеканал изменил эфирное оформление, также появился новый слоган «MTV — это больше, чем музыка». В эфире появились новые программы преимущественно развлекательного характера. С этого времени и до конца эфирного вещания «MTV Россия», как и другие телеканалы MTV за рубежом, окончательно стал развлекательным телеканалом. Алексей Ефимов определял тогдашнюю концепцию «MTV Россия» как «канала об определённом образе жизни и взгляде на окружающий мир, помогающем молодому человеку ориентироваться в нём и проявлять свою индивидуальность» или «канала для тех, кто хочет жить в Москве, но чувствовать себя европейцем»: «MTV — это не только музыка. Это, если хотите, образ жизни. Нам интересно всё радикальное, современное, продвинутое, смешное, ироничное, удивляющее, вдохновляющее, динамичное — близкое молодым людям во всех концах планеты».
В ноябре 2009 года новым генеральным директором телеканала стал Роман Саркисов, одновременно являвшийся гендиректором тогда входившего в один холдинг с «MTV Россия» канала «2х2». Перед ним была поставлена задача увеличить в сетке вещания количество развлекательных проектов российского производства, что и было сделано впоследствии. Наиболее известным из запущенных под его началом проектов стало реалити-шоу «Каникулы в Мексике», пользовавшееся популярностью среди зрителей, в том числе и среди целевой аудитории шоу «Дом-2» (ТНТ). Несмотря на все эти нововведения, и без того невысокие рейтинговые показатели телеканала продолжили снижаться. По итогам 2012 года (предпоследнего года эфирного вещания) «MTV Россия» имел показатель среднесуточной доли в 0,7 %.
18 января 2010 года было завершено преобразование компании «Энергия-ТВ» из закрытого акционерного общества в общество с ограниченной ответственностью.

Логотип канала с 2010 по 2021 год

Утром 10 апреля 2010 года на канале происходит окончательный глобальный ребрендинг, в рамках которого «MTV Россия» получает новый логотип, идентичный остальным каналам MTV по всему миру (как старый, только немного урезанный снизу).
1 июня 2010 года телеканал «VH1 Россия» завершил своё вещание в ночь с 31 мая на 1 июня 2010 года ровно в полночь по московскому времени клипом «Resistance» группы «Muse». Такую информацию официально подтвердила пресс-служба «MTV Россия». С этого момента российские операторы платного телевидения снова начали транслировать телеканал «VH1 Europe».
Осенью — зимой 2010 года ООО «Энергия-ТВ» прекратила распространение телеканала в Казахстане, Молдове и Беларуси, а в апреле 2012 года — в Кыргызстане.
25 сентября 2011 года «MTV Россия» отмечал 13-летие в эфире, в честь этого повторно транслировался телесериал «Клуб».
В июне 2012 года Роман Саркисов покинул пост генерального директора телеканала. Новым руководителем «MTV Россия» был назначен Николай Картозия. После смены руководства начал меняться и формат — осенью продолжительность музыкального блока была сокращена, в сетке вещания стали появляться ситкомы, советское кино и мультипликация, а также различные телешоу, не имеющие прямого отношения к бренду «MTV». А в середине декабря было официально объявлено, что с 31 мая 2013 года «MTV Россия» прекращает вещание в связи с запуском начала вещания на его частоте нового развлекательного телеканала под названием «Пятница!». В рамках подготовки к его запуску 11 февраля 2013 года ООО «Энергия-ТВ» было переименовано в ООО «Телекомпания ПЯТНИЦА».
С февраля по март 2013 года в ночном эфире «MTV Россия» с 1:00 до 5:00 в специально выделенном блоке «Легенды MTV» транслировались повторы рейтинговых передач прошлых лет — «Бодрое утро», «12 злобных зрителей», «Полный контакт», «Shit-парад» (версия 2007) и «Тачку на прокачку». Также в эфире транслировали по одному выпуску передач «Weekend Каприз» и «VIP Каприз».
В ночь с 30 на 31 мая 2013 года «MTV Россия» прекратил эфирное вещание. Последней передачей эфирного MTV стало реалити-шоу «Каникулы в Мексике-2». Несмотря на это, ещё за неделю до прекращения вещания, во многих печатных изданиях присутствовала сформированная сетка вещания MTV на 31 мая 2013 года, где до официально объявленного по программе передач рестарта эфира телеканал должен был показать ещё как минимум четыре передачи — «News блок», детективный сериал «Милые обманщицы», комедийный сериал «Клиника» и блок музыкальных клипов под шапкой «Music».

### 2013—2022: Перезапуск
1 октября 2013 года компания «Viacom International Media Networks» (VIMN), правообладатель бренда MTV, запустила «обновлённый» спутниковый телеканал «MTV Россия» на платной основе. Вещание обновлённого телеканала было запущено одновременно в форматах 16:9 и HDTV (до конца весны 2013 года эфирное вещание телеканала осуществлялось в формате 4:3 SDTV). Также было сделано полное переозвучивание зарубежного контента для показа на русском языке, поскольку новый владелец стал предъявлять высокие требования к качеству перевода и звука. При этом права на телепрограммы и прочий видеоконтент, показывавшийся и выпущенный на «MTV Россия» с 1998 по 2013 год, новому телеканалу не принадлежат, о чём его авторы неоднократно заявляли в своих информационных сообщениях. В эфире обновлённого «MTV Россия» работают новые ведущие (понятие «ви-джей» на канале больше не используется) Тата Меграбян, Артём Колесников и Саша Шевцов.
На канале, помимо музыкальных блоков и концертов, транслируются премьеры новых зарубежных шоу, а также классика бренда MTV: «Тачку на прокачку», «Дарья», «Бивис и Баттхед», «Подстава». Периодически проходят премьеры и новых оригинальных шоу российского производства: в 2020 году состоялись премьеры проектов «MTV K-pop Show» и «Фанат ответит». Также на обновлённом телеканале вновь стали выходить такие культовые программы, как «Бодрое утро» и «12 злобных зрителей».
14 сентября 2021 года MTV Россия сменил логотип наряду с телеканалами MTV по всему миру.

### 2022: Уход из России и закрытие
После начала вторжения России на Украину канал остановил собственное производство программ, уволил всех ведущих и перестал вести деятельность на своём сайте и в социальных сетях. В середине марта 2022 года, по той же причине, компания «Paramount», владеющая брендом «MTV», объявила о приостановке работы на территории России. Изначально телеканал «MTV» (вместе со всеми остальными телеканалами этой компании) планировал прекратить своё вещание в России 20 апреля, но в конечном итоге вещание было прекращено 28 апреля. Своё вещание в России также прекратили и тематические музыкальные телеканалы этого же бренда — «MTV Live», «MTV 80s», «MTV 90s» и «MTV 00s». На территории СНГ, а также Грузии вещание русскоязычных версий MTV и других каналов «Paramount» продолжилось.
Практически все передачи собственного производства канала были сняты с эфира, а новые выпуски не снимались с 25 февраля. Единственная передача, производство которой не останавливалось, которая выходила до закрытия — «Эволюция» с ведущим Сашей Шевцовым, который впоследствии стал последним ведущим канала «MTV Россия».
После ухода MTV из России канал транслировал зарубежные программы, сериалы и мультсериалы, а также клиповый контент (в том числе и отечественных артистов). В последние два месяца перед закрытием новые российские клипы перестали появляться в эфире. Последним добавленным отечественным клипом стал клип певицы Ёлки на песню «Заново». Последним клипом еженедельной рубрики «MTV Like» стал клип группы «The Blaze» «Dreamer».
С 4 апреля по 1 июня 2022 года выходила программа «Верни мне мой», посвящённая лучшим клипам с 1981 (года основания бренда MTV) по 2021 год. Каждый выпуск был посвящён определённому году. 3 июля 2022 года состоялась премьера музыкального чарта «QAZ_Chart». Изначально это был чарт с ведущим и приглашёнными гостями, однако позже чарт остался без них, а клипы практически перестали обновляться. Последний выпуск вышел 27 ноября.
13 декабря 2022 года русскоязычная версия MTV в Беларуси уже транслировалась с перебоями (но так бывало и задолго до отключения), во время которых белорусский провайдер VOKA уже сообщал об отключении по требованию правообладателя, но сам сигнал не отключал, через день (14 декабря) сигнал был отключён у IPTV-провайдеров во всём СНГ на клипе певицы Бьорк «Big Time Sensuality», а через два дня (15 декабря) вещание было окончательно прекращено и со спутника. Последним вышедшим в эфир клипом стал клип на песню группы «Serebro» «Сломана» 2016 года. После закрытия канала его сайт mtv.ru был отключён, перенаправляясь на его международный сайт mtv.com.
За день до закрытия канал успел выдать в эфир итоговый чарт «Top 100» за 2022 год, который обычно выходит в эфир в последний день уходящего года. Победителем этого чарта был Гарри Стайлз с клипом «As It Was». Среди российских клипов наиболее высокий результат показал клип украинского дуэта «Artik & Asti» «Гармония» (12 место).
В октябре 2023 года, к несостоявшемуся 25-летию MTV в России, на YouTube-канале Яны Чуриковой выходит трёхсерийный спецпроект «25 лет MTV», в котором ведущие и лица канала вспоминают лучшие моменты в его истории.

## Программы и сериалы

### Музыкальные блоки
- Больше! Громче! Круче! (Bigger! Hotter! Louder!)
- Эволюция (MTV Evolution)
- Wishlist
- Ru_Zone
- 3 в 1 (3 from 1)
- Тогда и Сейчас (Then & Now)
- Верни мне мой (1981—2021) (Take Me Back)
- 18+ Блок (18+ Block)
- MTV 90s
- MTV 00s
- MTV 10s
- Party Zone
- Chill Out Zone
- Hip Hop Zone
- Alter Zone
- MTV Special

### Музыкальные чарты
- MTV Top 20 (This Week's MTV Top 20)
- RUS_Chart
- QAZ_Chart
- Танцевальный чарт (Dancefloor Chart)
- Хип-Хоп Чарт (Hip-Hop Chart)
- Top 10: Горячие новинки эфира (Top 10: Brand New)
- Top 10: Girl Power!
- Top 10: Boys! Boys! Boys!
- Top 10: Уроки испанского
- Top 50
- Top 100 (100 Клипов Года)

### Живые выступления
- MTV Unplugged
- Музыкант Года

### Анимация
- Дарья
- Бивис и Батт-Хед: Коллекция Майка Джаджа
- ААА! Настоящие Монстры
- Новая жизнь Рокко
- Ракетная Мощь
- Шоу Рена и Стимпи
- Дикая семейка Торнберри
- Ох, уж эти детки!
- Детки подросли
- Эй, Арнольд!
- Крутые Бобры

### События, транслируемые в эфире MTV Россия
- MTV Europe Music Awards
- MTV Video Music Awards
- MTV Movie Awards
- Nickelodeon Kids’ Choice Awards
- Isle of MTV

### Программы и сериалы производства MTV других стран
- Ррржжжжака
- Одиночество в сети
- Чирлидерши Dallas Cowboys
- Замок Такеши в Таиланде
- Пляж Роял
- Пляж: Семейные каникулы
- Экс на пляже
- Экс на пляже: тело в дело
- Экс на пляже: звёздный сезон
- Двойной соблазн
- Голливудские холмы[англ.]

### Архивные программы «MTV Россия» в период с 1998 по 2013 год
- 100 клипов года (ежегодно 1 января)
- 2х1
- 7/24. Музыка в кино
- Megamix
- MTV Best. Саундтреки
- MTV Chillout
- MTV Extra
- MTV Fresh
- MTV MASH
- MTV Mix
- MTV Ru
- MTV Super
- MTV Zones (Alter zone, Inter Zone, Hard Zone, b-zone, Party Zone и другие программы)[241]
- MTV Автопилот
- MTV Акселератор
- MTV Бессонница
- MTV БиоРИТМ
- MTV Пульс
- Music
- Russian Music (с 22 февраля по 22 октября 2010 года)
- Ru zone
- Коллекция MTV
- Музыка в клубе
- Музыка на завтрак
- Музыка на злобу дня
- Музыка на ночь
- Музыка навсегда
- Музыка: Родная речь
- Музыкальное чтиво
- Рандеву
- СТЕРЕО_УТРО (c 13 октября 2008 по 2 сентября 2012 года)
- Танцпол
- Утренний завод
- Утренний замес
- Центр риска
- Центр русского рока
- Центр ритма
- Центр рифмы
- Центр риффа

- Наезд (смотреть до конца) — означала то, что музыкальная редакция канала обращает внимание зрителя на интересное содержание клипа и рекомендует досмотреть его до конца. Выходила в эфир до 2002 года.
- Премьера клипа — рубрика, в которой осуществлялся первый показ клипа в эфире канала MTV Россия. Обычно выходила в рамках программы «Каприз», в настоящий момент — в других передачах.
- ПRиколись — означала то, что демонстрирующийся клип в эфире содержит различные элементы и формы юмора. Выходила в эфир до 2002 года.
- Эксклюзив — в рамках рубрики предусматривался эксклюзивный показ клипа в эфире канала MTV Россия. Слоган рубрики — «Ты увидишь это первым на MTV!».

- Австралийская 30-ка
- Американская 20-ка
- Мировой чарт
- Рингтон-чарт
- Позорная 10-ка
- Украинская 20-ка
- Big Love Чарт (ранее на МУЗ-ТВ)
- MTV Top 20 (с 13 февраля 2010 года) (сейчас программа вновь выходит в эфир)
- Шпильки Чарт (с 9 марта 2012 года)
- Гриль-чарт (с 26 июня по 11 сентября 2011 года)
- Сводный чарт
- 20-ка самых-самых
- Dance Chart (с 10 февраля 2010 года) (сейчас программа вновь выходит в эфир под названием «Танцевальный чарт»)
- Британский хит-лист
- Итальянский хит-лист
- Лучшая европейская 20-ка
- Народный чарт
- Оливье-чарт (с 1 января по 5 февраля 2012 года)
- Русская десятка (сейчас программа вновь выходит в эфир под названием «Rus_Chart»)

- 10 фильмов...
- 13 кинолаж (21.08.2010 — 15.09.2012)
- 100 самых шокирующих моментов в истории шоу-биза (с 21.08.10 - 22.07.10)
- 12 (13) Злобных Зрителей 
 (с 8.07.99 - 01.06.02; 18.09.03 - 28.12.07; 17.10.08 - 13.09.09)
- 2xWeekend
- City файл
- Europa Plus LIVE
- F.A.Q. (c 12.09.11 — 2012)
- IDентификация
- Halloween Party. Прямая трансляция из рая (31.10.2008)
- Hand Made
- Happy «НЮ» Year
- Live с Биланом
- Live с Волей
- Live с Дискотекой Авария
- Live с Плющенко
- Love-машина (19.02.2011 — 14.05.2011)
- Merry Christmas! Прямая трансляция из европейских столиц (24.12.2008)
- MTV Beach Party (28 августа 2010 года)
- MTV Open Air (21 августа 2010 года)
- MTV’зация
- MTV Partyя (август 1999)[55]
- MTV Russia Movie Awards (ежегодно, 2006-2009)
- MTV Russia Music Awards (ежегодно, 2004-2008)
- MTV Special (с 15 августа 2010 года)
- News Блок (с 25 сентября 1998 по 30 мая 2013)
- News Блок Weekly
- News Блок XXL (с 11 июля 2011 года — 2012)
- Recordные новости (Рубрика в News Блок Weekly)
- Sensation
- SHIT-парад (27.11.01 - 26.08.03; 12.02.07 — 30.06.07)[242]
- SMS Битва
- SMS Чарт
- Sony PlayStation (1998-1999)
- Star-трек
- V.I.P. files
- Video Актив
- WEB-зона
- Weekend с... (тематические уик-энды, посвящённые строго одному исполнителю или группе)
- Адреналин
- Бабий бунт
- Банзай!
- Бешеные предки (с 15.11.10; с 12.03.12)
- Блок Shot
- Бодрое утро (05.07.1999 — 14.06.2002)
- Бойцовский клуб[243]
- Большое кино (25.02.1999 — 02.01.2005)
- Большой релиз
- Большой киночарт
- В пролёте по-нашему!
- Вася on-line (c 19.08.10 - 11.09.10) — вышел только один выпуск.
- Видеобитва
- Видеография
- Виртуалити (9.08.07 — 12.11.10) — 169 выпусков
- Виртуальный мясотряс
- Виртуальные сокровища человечества (13.04.09 — 19.06.09) — 10 выпусков.
- Витамин MTV
- Всё о... (конец варьировался в зависимости от имени артиста или группы, о которой пойдёт речь)
- Выпускной 2008
- Высшая проба
- Гид по стилю
- Горячее кино
- Госдеп с Ксенией Собчак (07.02.2012)
- Гранд-туризмо
- Давай на спор (русская версия) (04.09.2007 - 2011)
- Девчонки R’n’B[244]
- Декодер
- Делаем деток
- День независимости
- Детектор правды
- Дневник Евровидения
- Дневники кубка РЖД
- Добрый вечер, животные! (15.10.2012 - 20.12.2012)
- Домашнее видео звёзд
- Домашняя вечеринка
- Доступ к телу
- Доступный экстрим (с 21.03.2010 года)
- Дуракаваляние
- Евровидение’08
- Евровидение. Смотрим вместе[245][246]
- Запой! (19.09.2003 — 31.07.2004)
- Звезда в кубе
- Звезда стриптиза
- Звезда танцпола
- Звёзды. Здесь и сейчас
- Звёзды на ладони
- Здрасьтенафиг! Квачи прилетели!
- Игронизация
- Икона видеоигр (с 30 января 2006 по 13 августа 2012), с 13 января 2008 по 30 августа 2009 — Икона видеоигр с Бонусом и Гамовером
- Итак, 90-е
- Итоги Евровидения-2008. Прямая трансляция (25.05.2008, без упоминания в печатных телепрограммах)[247]
- Каникулы в Мексике 
 (с 5 сентября 2011 по 4 марта 2012)
- Каникулы в Мексике-2 
 (с 5 марта 2012 по 30 мая 2013)[248]
- Каникулы в Мексике-2. Ночь на вилле
- Каприз («Утренний Каприз», «Дневной Каприз», «VIP Каприз», «Ночной Каприз», «Weekend Каприз»)
- Киночарт
- Клиника Понарошку
- Концертный зал
- Кто круче? (04.12.2010 — 16.07.2011) (Производитель: ООО Креатент)
- Кэш & Трэш (с 17 октября 2011 года)
- Летняя dance-киновечеринка MTV. DVJ Хобот
- Лови удачу
- Любимые клипы
- Любовные игры (09.04.2012 — 17.05.2012)
- Любовь с первого взгляда 
 (1.03.2011 — 9.07.2011)
- Мама MTV[249]
- Мексиканские хроники с Викторией Боней (08.09.2012 — 30.11.2012)
- Мобильные роботы
- Молодцы (2005 — 2006)
- Моя-TVоя страна
- Мягкое место
- Навстречу 2000
- Найди ID [Ведущие — Арчи и Марика]
- Наш Билан, или Трое в Европе, не считая Рудковской (июнь 2008)[250]
- Не бросай меня! (19.11.2012 — 20.12.2012)
- Незлобин и Гудков (4.12.2010 — 23.01.2011)
- Нереальные игры (19.11.2010 — 24.11.2011) — 52 выпуска. Программа являлась преемником программы Виртуалити.
- Новая атлетика
- Новый год с MTV
- Ностальжи party
- Ночной флирт
- Ночь откровений[251]
- Ночь подарков и хитов
- Обнажённый шоу-биз
- Однажды утром
- Охотники за модой
- ПапараЦці[252]
- Персонаж
- Планета MTV
- Пляж-репортаж
- Пляжный позитиF
- Полный контакт (2005 — 2007)
- По фитнесу
- Поймай удачу!
- Поколение MTV
- Поколение MTV. Мы любим 90-e 
 (25.09.2010 — 28.11.2010)
- Понарошку Crazy News
- Поцелуй навылет (17.09.2003 — 18.04.2008)
- Правда жизни (2002—2005, 2007—2012)
- Правило буравчика
- Правильный выбор
- Проверка слухов (19.02.2010 — 14.07.2012)
 (Производитель: ООО «Креатент»)
- Программа минимум (20.02.2008 — 16.04.2008)
- Проект Подиум (Российская версия) 
 (8.10.2011 — 04.02.2012)[253]
- ПросТАЯ связь
- Пятеро в отрыве (11.02.2008 — 06.05.2008)
- Пятизвёздный weekend
- Разум и чувства
- Релиз
- Реутов ТВ (22.08.2010 — 12.09.2010)
- Рокировка[254]
- РОКовые девчонки
- Самые-самые-200Х
- Самые запрещённые видео
- Свободен! (21.02.2011 — 26.04.2013)
- Сделай мне звезду (15.11.2011 — 28.04.2012)
- Секретные материалы шоу-бизнеса (15.10.2012 — 30.05.2013)
- Секретные файлы Артёма Королёва
- Слишком красивые (12.03.2012 — 16.11.2012)
- Стилиссимо
- Стоп! Снято!
- Страшная месть с Александром Анатольевичем[255]
- Страшно интересно 
 (4.04.08 — 7.07.09) — 40 выпусков
- Супердискотека 90х с MTV 
 (13.03.10, 27.11.10, 12.03.11, 9.03.12)
- Тайн.net (17.09.2011 — 30.05.2013)
- Телепорт (с 25 апреля 2009 по 5 мая 2011 года) — 86 выпусков
- Тихие игры (4.06.2007 — 6.09.2008)
- Тихий час (8.03.2001 — 25.06.2002)[256]
- Тогда и сейчас (6.08.11 — 2012)
- Тотальное шоу (01.07.2002 — 01.04.2005)
- Тренди (18.04.2009 — 30.05.2013)
- Ты кинозвезда
- У-Личный каприз
- Убойный Ёрш (31.10.2011 — 30.12.2011)
- Ультразвук
- Уроки соблазна. Русская версия (19.06.2009 — 02.10.2009)
- Утренний Fresh (с 3 сентября 2012 по 30 мая 2013 года)
- Фабрика звёзд (с 24 февраля 2004 по 7 апреля 2013)
- Физика нереального
- Физра
- Фильтр
- Ходоки
- Хочу всё снять! (03.10.2005 — 12.04.2008)
- Чартова дюжина (03.05.2003 — сокращённый повтор концерта по итогам 2002 года, 29.02.2004 — премьера концерта за 2003 год[257], ранее на ТВС, сейчас на РЕН ТВ)
- Школа секса
- Шопоголики
- Шоу Бачинского и Стиллавина (24.09.2005 — 29.07.2006)
- Хочу Москву (21.02.2011 — 14.03.2011)
- Экспрессо[258]
- Элементарный секс

Помимо этого, с 9 мая 1999 по 9 мая 2013 года MTV, как и другие российские федеральные телеканалы, без упоминания в печатных телепрограммах часто прерывал свои передачи на демонстрацию ежегодных программ, предусматривающих синхронное телевещание: минуты молчания в День Победы 9 мая (в 1999, 2000, 2001, 2004—2013 годах) и новогоднего обращения Президента Российской Федерации 31 декабря (в 2006—2012 годах, за исключением 1998—2005 и 2007 годов). Практика прекратилась после ухода телеканала из эфирного вещания.
С 1998 по 2005 год в ночь с 31 декабря на 1 января в эфире канала вместо официального новогоднего обращения президента Российской Федерации показывались поздравления от ви-джеев MTV или же Бивиса и Баттхеда из одноимённого мультсериала.
13 сентября 2001 года телеканал в 12:00 прервал своё вещание в связи с минутой молчания по жертвам террористических актов в США, воспользовавшись видеорядом новостной хроники тех дней, со звуком тиканья часов в качестве звуковой подложки. Перед этим со своей речью выступил ви-джей Александр Анатольевич. Аналогичную паузу на минуту молчания сделали и другие российские эфирные каналы, но со своим художественным решением.
Также без упоминания в печатных телепрограммах на MTV Россия показывались прямая трансляция церемонии похорон Майкла Джексона (07.07.2009, комментатор — Василий Стрельников; также одновременно на Муз-ТВ и Euronews) и прямая трансляция королевской свадьбы принца Уильяма и Кейт Миддлтон (29.04.2011, комментаторы — Евгений Рыбов и Мария Прокошева; также одновременно на «Первом канале», «России-24» и TLC).
С 1999 по 2007 год в дни государственного траура канал, как правило, заполнял свою сетку вещания продолжительными музыкальными нон-стопами с 0:00 до 23:59. Они включали в себя старые, а также нейтральные или лирические видеоклипы российских и зарубежных исполнителей разных лет, в том числе и те, которые в остальное музыкальное время эфира почти не показывались, с минимумом рекламных пауз и заставок (с 2006 года реклама также была исключена). Исключения: 17.02.1999, 13.09.1999, 08.07.2003, 09.02 и 01-05.09.2004, а также 13.08.2008). С 2008 года продолжительность нон-стопов была сокращена, большую часть сетки вещания в траурные дни на MTV стали занимать нейтральные документальные передачи, телесериалы и мультсериалы.
- 2 тачки — 2 прокачки
- Ali G Шоу
- American Idol
- FANatic
- MTV Europe Music Awards — выходит раз в год
- MTV Icons
- MTV Movie Awards — выходит раз в год
- MTV Unplugged[278]
- MTV Video Music Awards — выходит раз в год
- Sensation
- MTV идёт в кино (с 11 июня 2012 года)
- MTV отжигает в Барселоне
- Nickelodeon Kids’ Choice Awards — выходит раз в год
- Rehab: территория вечеринок
- R&B party
- World Stage (с 17 июля 2010 года)
- Пляж[англ.] (с 23 июня 2012 года)
- X-Фактор (с 2.01.12 — 16.02.12)
- Адские кошки (с 14.06.11 — 2012)
- Бешеные предки
- Алчные экстремалы
- В пролёте
- Всё о...
- Горячие парни у плиты 
 (с 7.02.10 — 23.05.10)
- Группа продленного дня
- Да здравствует Бэм!
- Давай на спор
- Делаем группу
- Дикари
- Доктор Голливуд
- Жеееееесть!
- Испытание талантом
- История металла
- Катись и пой
- Квартирный погром
- Конкурентки
- Концертный зал MTV
- Комната 401 (14 августа, 30.10.10 год)
- Копы под прицелом
- Королевы крика: ночные игры
- Летние каникулы
- Любить или забить?
- Мальчишник (с 22.07.10 — 29.07.12)
- Мамбасса
- Мисс Фарах[араб.]
- Модельная школа ведьмы Дженис[англ.]
- Мой клон
- Номинанты EMA 2009
- Обыск и свидание
- Одна неудачная поездка
- Озабоченные
- Плохие девчонки
- По домам
- По домам: золотые детки
- Подстава
- Полный доступ к размерам знаменитостей
- Почему я не ты?
- Правда жизни
- Превращение
- Приключения плохих девчонок
- Разрушители рок-мифов
- Реактивные клоуны (с 7.09.09 — 6.06.10)
- Роковые серенады!
- Сага о вампирах 
 (14 августа, 30 октября 2010 года)
- Самый ужасный выпускной 
 (23 июня 2012 года)
- Самые сексуальные
- Свадебные войны[англ.] (23 и 30 июня 2012 года)
- Свидание вслепую (с 12 марта 2012 года)
- Свидание на выживание
- Секс по-итальянски
- Секс, ложь, видео
- Секс, правда и видео
- Секс с Текилой (За любовь Тилы Текилы)
- Семейка Осборнов
- Скажите, девочки (с 3.11.11 по 17.11.11)
- Сквот (с 14 марта по 1 апреля 2011)
- Следующий
- Сокровище в бикини (с 7.08.10 — 15.08.10)
- Спорт на MTV: самые отчаянные моменты
- Сутки напрокат
- Счастливый фермер (с 1.08.11 по 3.11.11)
- Тайные соблазны курортного отеля
- Тачку на прокачку[279] (с 14 июня 2004 по 24 мая 2013 года)
- Тачку на прокачку: погонял и отдал 
 (с 5.06.10 по 1.08.10)
- Топ-Модель
- Точка кипения
- Трудности любви (англ. Tough Love)
- Трюкачи[280]
- Уже можно
- Уроки выживания Перис Хилтон
- Уроки соблазна
- Фабрика придурков
- Холостяк (с 12.12.11 — 2012)
- Холостячка 
 (с 23.01.12 — 23.02.12)
- Худшая неделя моей жизни 
 (с 15.08.11 — 9.09.11)
- Чики & Фрики (с 8 июля 2010 года)
- Чудаки
- Чужие правила[281]
- Шестое чувство 
 (с 30.08.10 — 30.09.10)
- Школа прикола
- Школа секса
- Школа хулиганов
- Школьницы
- Шоковая терапия
- Шоу-рум волшебника Джея

- 10 самых сексуальных вампиров (14.08.2010)
- 13 смертоносных голливудских проклятий
- 3 в 1
- Dance party
- Fun Fiction (2008—2009, показ зарубежных фильмов комедийного жанра)
- Justin Bieber: Мой мир 
 (15.06.12 — 17.06.12)
- World Music Awards. Трансляции из Монте-Карло или Лондона (30.05.2001, 27.01.2006, 17.02.2007, 13.02.2009)
- X-Play[англ.] (с 24 января 2007 по 3 мая 2008)
- Атака хулиганов (с 16 сентября по 18 ноября 2006 года)
- Битва визажистов (с 4.09.10 — 11.09.10)
- Бойся Пятниццо! (2009—2010, показ известных фильмов ужасов)
- Буду рожать! (с 20 февраля 2011 года)
- В гостях у предков
- Весёлый мясотряс
- Вся правда о…
- Вторжение
- Выйти замуж за идиота
- Гламурама (с 1.03.10 по 30.04.10)
- Гламурная школа выживания
- Джейми: В поисках вкуса 
 (с 9 января 2013 года)
- Джейми: Обед за 30 минут 
 (с 9 января 2013 года)
- Джейми у себя дома 
 (с 9 января 2013 года)
- Джессика Симпсон: цена красивой жизни (с 12.07.10 — 21.07.10)
- Джунгли
- Дивные дивы
- Жертвы шоу-бизнеса 
 (с 22.08.10 — 29.08.10)
- За что тебя люблю 
 (с 11 января 2011 года)
- Загадочные смерти знаменитостей 
 (16 июня 2012)
- Звёздный патруль
- Золушка 2.0
- Избалованные (с 20.12.10 — 9.01.11)
- Индустрия моды. Кто есть кто 
 (с 18 октября 2010 года)
- Интуиция против соблазна
- Классное кино (с 12.03.12 — 30.08.12)
- Короли танцпола (с 2.02.10 — 2.10.10)
- Красота наизнанку
- Кругосветка
- Магия Криса Энджела
- Невозможное возможно[англ.]
- Новый танцпол
- Орёл и решка (c 11 декабря 2012 по 30 мая 2013 года)
- Премьер party
- Проект Подиум
- Проект «Подиум». Битва моделей 
 (с 6 по 17 сентября 2010)
- Простая жизнь Перис Хилтон
- Самая умная модель
- Свободен, занят или гей
- Субботняя лихорадка Saturday Night Live. Лучшее (c 28 октября 2006 по 22 марта 2008)
- Сумасшедшая семейка
- Сумерки в Вальмонте 
 (14.08.10 — 30.10.10)
- Сыграть в натурала
- Тихие игры: Кулак Дзен

- 1001 ночь (с 7 апреля по 25 мая 2013)
- 90210: Новое поколение (с 18 июля по 16 сентября 2011)
- SK8[англ.] (с 13 мая по 25 июня 2006)
- Адские кошки (с 14 июня 2011 по 14 июня 2012)
- Американские кексы (с 12 июля по 16 августа 2008)
- Берлин, Берлин (с 4 мая по 11 июня 2009)
- Блудливая Калифорния (с 26 апреля 2010 по 24 февраля 2012)
- Большие надежды (с 4 по 22 апреля 2011, отечественного производства)
- Везунчик Сэм[англ.] (с 21 по 31 декабря 2009)
- Возвращение Мухтара (повторы с НТВ, с 30 марта по 13 апреля 2013)
- Все лучшее в тебе (с 11 января 2011 по 31 августа 2012)
- Вспышка-любовь (с 3 сентября по 12 октября 2012)
- Втайне от родителей (с 19 сентября по 21 октября 2011)
- Гимнастки (с 24 мая 2010 по 28 сентября 2012)
- Голливудские холмы[англ.] (с 27 мая по 20 июня 2008)
- Город соблазнов (повторы с НТВ, с 15 сентября по 8 декабря 2012)
- Город хищниц (с 25 февраля по 29 марта 2013)
- Два с половиной человека (с 6 декабря 2010 по 27 октября 2012 года)
- Дневники вампира (с 7 апреля 2011 по 16 июня 2012)
- Достоинство Бергера[англ.] 
 (с 8 ноября 2010 по 12 августа 2011)
- Друзья (с 20 июня 2011 по 16 ноября 2012)
- Дурнушка (с 5 октября 2009 по 2 июля 2010)
- Елена из полипропилена (с 21 февраля по 9 декабря 2011, отечественного производства)
- Ещё по одной (со 2 ноября по 3 декабря 2009)
- Закрытая школа (повторы с СТС, с 8 января по 3 мая 2013 года)
- Затерянный мир (с 4 по 22 февраля 2013)
- Звездочёт (повторы с канала Россия, с 7 по 16 февраля 2013)
- Здрасьте, я ваше папо! (с 7 августа по 17 сентября 2006, отечественного производства)
- Избалованные (с 20 декабря 2010 по 27 июля 2012)
- Как я встретил вашу маму 
 (с 21 ноября 2011 по 26 января 2013 года)
- Клава, давай! (с 14 июня 2005 по 18 февраля 2011 года)
- Клиника (с 27 марта 2006 по 30 мая 2013 года)
- Клуб (с 23 мая 2006 по 8 ноября 2009, отечественного производства)
- Красавцы (c 13 октября 2008 по 30 декабря 2009)
- Литтл Британ (с 21 сентября по 13 декабря 2009 года)
- Любовь на шестерых[англ.] 
 (с 13 сентября 2010 по 12 марта 2012)
- Меня зовут Эрл (с 21 июня по 10 сентября 2010)
- Мечты Алисы (с 6 ноября 2006 по 27 декабря 2007, отечественного производства)
- Милые обманщицы (с 29 октября 2012 по 30 мая 2013 года)
- Молодожёны (с 27 января 2004 по 8 января 2006)
- Молокососы (с 15 октября 2007 по 23 сентября 2011)
- Мохнатики
- Моя прекрасная няня (повторы с СТС, с 27 апреля по 27 мая 2013)
- На службе у дьявола (с 17 января 2011 по 13 июля 2012)
- Озабоченные[англ.] (с 23 августа по 11 октября 2008)
- Переходный возраст (с 24 июня 2005 по 25 ноября 2007)
- Плохие (30 и 31 октября 2010)
- Половинки (с 17 сентября 2012 по 22 февраля 2013, отечественного производства)
- Последний герой Болливуда (с 11 по 14 июня 2011)
- Пятеро под солнцем (С 23 августа по 8 октября 2010)
- РадиоSEX (с 26 ноября по 14 декабря 2012, отечественного производства)
- Ранетки (повторы с СТС, с 1 декабря 2010 по 22 мая 2011)
- Реальные парни (с 9 августа по 10 декабря 2010)
- Сверхновая звезда (со 2 июля по 14 августа 2007)
- Секс в большом городе (с 8 марта 2010 по 30 мая 2013)
- Секс в другом городе (с 29 ноября 2005 по 11 июня 2006)
- Скалливага[англ.] (12 и 13 декабря 2009)
- Сплетница (с 11 октября 2010 по 13 июля 2012)
- Студенты (повторы с REN-TV, с 12 мая по 1 августа 2008)
- Стюардессы (с 9 ноября по 30 декабря 2009)
- Сыщик Самоваров (повторы с канала Россия-1, с 13 по 28 апреля 2013)
- Сумасшедшая семейка (с 11 февраля 2008 по 2 июля 2009)
- Только ты (повторы с НТВ, 30 и 31 марта 2013)
- Тысячелетие
- Университет (с 1 февраля по 23 июля 2010)
- ФАКультет (с 1 марта 2000 по 10 июня 2005)
- Фабрика желаний (с 14 сентября 2003 по 21 мая 2005)
- Херувим (повторы с НТВ, с 30 января по 6 февраля 2013)
- Холлиокс (с 7 ноября 2005 по 18 августа 2006)
- Хочу Москву (2011)
- Худшая неделя моей жизни 
 (с 15 августа по 9 сентября 2011)
- Чак (с 21 марта по 8 ноября 2011)
- Чемпионки (с 1 по 26 октября 2012, отечественного производства)
- Чертовки
- Шаста (с 18 февраля по 30 декабря 2006)
- Школа №1 (повторы с СТС, с 20 августа 2011 по 9 июня 2012)
- Школьницы (с 1 июля 2006 по 31 августа 2007)
- Элен и ребята[282] (с 25 октября по 29 декабря 2010)

- Аватар: Легенда об Аанге (с 8 декабря 2009 по 3 февраля 2012)
- Бернард (с 18 декабря 2006 по 30 мая 2013)
- Бивис и Баттхед (с 25 сентября 1998 по 31 декабря 2005)
- Губка Боб Квадратные штаны (с 5 октября 2009 по 6 марта 2013)
- Дарья (с 9 марта 2003 по 3 февраля 2006)
- Звёздные бои насмерть (с 9 июля 1999 по 26 декабря 2010)
- Клара, Дора. Бешеные бабки
- Котопёс (со 2 марта 2009 по 30 января 2011)
- Крутые бобры (с 18 мая 2009 по 2 декабря 2012)
- Леон (с 28 сентября 2012 по 30 мая 2013)
- Масяня
- Незнайка на Луне (с 16 по 24 марта 2013)
- Приключения Чико и Гуапо[англ.]
- Робин
- Стрипперелла (с 27 сентября 2004 по 11 февраля 2007)
- Счастливые лесные друзья
- Шоу Рена и Стимпи
- Южный парк (с 31 мая 2004 по 13 февраля 2011)

- С 15 апреля 2003 по 25 августа 2005 — Золотой парень
- С 23 июня 2004 по 7 сентября 2005 — Хеллсинг
- С 11 апреля 2005 по 1 февраля 2006 — Жаркое лето
- С 13 июня 2005 по 10 декабря 2006 — Агент Наджика
- С 13 июня по 14 октября 2005 — Изгнанник
- С 29 июня 2005 по 11 января 2006 — Моя богиня!
- С 11 по 20 июля 2005 — Сол Бьянка: Сокровища погибших планет
- С 20 по 27 июля 2005 — Последняя субмарина
- С 21 июля по 6 августа 2005 — Школа убийц
- С 27 июля по 4 августа 2005 — Хармагедон
- С 4 по 11 августа 2005 — Солдаты будущего
- С 8 по 13 августа 2005 — Сакура: Война миров
- С 11 августа 2005 по 12 февраля 2006 — Фантастические дни
- С 15 по 20 августа 2005 — Ди — охотник на вампиров: Жажда крови
- С 17 по 20 августа 2005 — SIN: Создатели монстров
- С 22 августа по 15 декабря 2005 — Рубаки
- С 26 августа 2005 по 1 сентября 2005 — Mezzo Forte: Красотки-головорезы
- С 2 по 4 сентября 2005 — Кайт — девочка-убийца
- С 18 октября 2005 по 7 марта 2006 — Евангелион
- С 29 марта по 21 апреля  2006 — Манускрипт ниндзя: новая глава
- С 20 апреля по 20 мая 2006 — Агент Паранойи
- С 1 по 6 мая 2006 — Повелитель призраков
- С 6 июня по 16 июля 2006 — Самурай Чамплу
- С 21 июля по 3 сентября 2006 — Вандред
- С 18 сентября по 19 ноября 2006 — Крутой учитель Онидзука
- С 15 января по 22 февраля 2007 — 7 самураев
- С 26 февраля по 25 мая 2007 — Таинственная игра
- С 31 марта по 21 апреля 2007 — Эльфийская песнь
- С 22 мая по 27 июня 2007 — Берсерк
- С 2 июля по 7 августа 2007 — Последняя фантазия: Всемогущий
- С 8 августа 2007 по 17 августа 2008 — Махороматик: Автоматическая девушка
- С 3 сентября по 10 октября 2007 — Эль-Хазард: Странники
- С 25 сентября 2007 по 13 июля 2008 — Гренадёр
- С 31 декабря 2007 по 20 апреля 2008 — Юная революционерка Утэна
- С 1 января по 2 августа 2008 — Призрак в доспехах: Синдром одиночки
- С 8 по 23 августа 2008 — Гильгамеш
- 24 августа 2008 — Арена ангелов
- С 4 октября по 31 декабря 2008 — Покемон навсегда
- 1 января 2009 — Новогодний покемон

С 5 ноября 2012 по 26 мая 2013 года в эфире телеканала также транслировались советские мультфильмы, преимущественно производства киностудии «Союзмультфильм» (сейчас на канале «Пятница!»).

## Награды MTV
Ежегодно до 2009 года «MTV Russia» проводил две церемонии вручения наград: «MTV Russia Music Awards» и «Кинонаграды MTV Россия». Показ обеих премий осуществлялся в прямом эфире телеканала.

### MTV Russia Music Awards
Церемония MTV Russia Music Awards (RMA) — ежегодное мероприятие, основанное телеканалом «MTV Россия» в 2004 году для вручения музыкальных наград. Первая церемония прошла 16 октября 2004 года в Кремле. MTV RMA стала одним из ключевых музыкальных событий в России. Каждый год церемония проводилась в новом месте, привлекая не только российских, но и международных звёзд. Главным призом церемонии была матрёшка, дизайн которой менялся каждый год в соответствии со стилистикой шоу.
В 2009 году премия была упразднена из-за финансовых трудностей, возникших на телеканале.

### Кинонаграды MTV Россия
Премия MTV Russia Movie Awards — российская версия американской премии MTV Movie Awards. Дебютировала в 2006 году и отмечала российские и международные фильмы. MTV Russia Movie Awards была первым мероприятием такого рода, представляющим и российские и международные значимые фильмы на суд российского зрителя. Всех номинантов и победителей выбирали сами зрители голосованием. В качестве соведущих на церемонию также ежегодно приезжали кинозвёзды мирового уровня (кроме 2009 года).
С 2010 года премия не вручалась.

## VJ MTV
- Александр Белоногов (Александр Анатольевич) (1998—2013)
- Александр Глаголев (2008—2009)
- Иванов, Александр Юльевич (2005—2006)
- Александр Минаев (под псевдонимом Акакий Назарыч Зирнбирнштейн) (1998—2000)
- Александр Пряников (2005—2007)
- Алёна Водонаева (2012—2013)
- Анастасия Трегубова (2005—2006)
- Андрей Григорьев-Аполлонов (2002)[302]
- Анита Бхоумик (2009—2013)[303]
- Антон Зорькин (2008—2009)
- Антон Комолов (1998—2002, 2010)
- Анна Сапроненко (Аня Армас) (2004)[304]
- Анна Седокова (2011—2012)
- Артём Королёв (2007—2013)
- Артур Цветков (Арчи) (2005—2007)
- Ася Калясина (1998—2002)
- Беата Ардеева (Анна Пономарёва) (2000—2002)
- Богдан Титомир (2008)
- Борис Репетур (Бонус) и Антон Зайцев (Гамовер) (2007—2010)
- Ваня Васильев (2009—2013)
- Василий Ковалёв (2004—2011)
- Василий Стрельников (1998—2002, 2010)
- Виктория Герасимова (Вика Холодная) (2008—2009)
- Виктория Ангель (2002—2003)
- Виктория Боня (2010—2012)
- Владимир Канчер (2002—2004)
- Владимир Тишко (2012)[305]
- Геннадий Бачинский (2005—2006)
- Григорий Алексанян (2001—2002)
- Григорий Кулагин (2002—2005)
- Евгений Рыбов (Евгений Дерюгин, Большой Женя) (1999—2010)
- Елена Зосимова (1999—2002)
- Елена Кулецкая (2009—2013)
- Елена Перова (2004)
- Елена Пономарёва (2001—2002)
- Елена Усанова (2001—2008)
- Жанна Копылова (Фриске) (2011—2013)
- Женя Петрова (2012—2013)
- Иван Иллеш (2003—2004)
- Иван Траоре (Иван Blackmann) (2008—2013)
- Иван Ургант (2001—2004)
- Игорь Лантратов (2010—2013)
- Ирина Филиппова (Ирена Понарошку) (2001—2013)
- Ил (2004—2008)
- Ирма Игнатова (1998—2002)
- Кирилл Немоляев (1998)[306]
- Ксения Собчак (2012)[307]
- Ксения Суворова (2007)
- Лена Башарина (2012)
- Анжелика (Лика) Длугач (1998—2002)[308][309]
- Майк Айсман (Сергей Набиев) (2003—2008)[310]
- Максим Аверин (2012—2013)
- Максим Васильев (2007—2010)
- Максим Привалов (2012)
- Маргарита Даниелова (2009—2013)
- Марина Губина (2005—2006, 2012—2013)
- Мария Денякина (2006—2008)
- Мария Ивакова (2012—2013)
- Мария Кравцова (Марика) (2005—2008, 2010—2011)
- Мария Прокошева (Мария Миронова; Трындяйкина) (1999—2013)[311]
- Марина Садкова (Маша Малиновская) (2008)
- Михаил Рольник (1998—2002)
- Михаил Гребенщиков (2004—2006)
- Наталья Капустина (1998—2002)
- Настя Горячая (2008—2009)
- Настя Задорожная (2006—2009, 2012—2013)
- Никита Дювбанов (2008—2013)
- Николай Басков (2012—2013)
- Ольга Шелест (1998—2002, 2010)
- Павел Кирилоff (2002—2003)
- Паша Истерика (2007)[312]
- Саша Павлова (2008—2009)
- Сева Дьяков (1998—2002)
- Сергей Ашарин (2010—2012)
- Сергей Зверев (2007—2008)
- Сергей Стиллавин (2005—2006)
- Сергей Степанов (под псевдонимом Гагей Гагеич Сикорский-Конченый) (1998—2000)
- Сергей Козлов-Елисеев (Сега) (2003—2005)[313]
- Снежина Кулова (2009—2013)
- Таир Мамедов (2008—2013)
- Татьяна Геворкян (1998—2006)
- Тая Катюша (Таисия Ильичёва) (2002—2009)
- Тимур Соловьёв (2005—2008)
- Тихон Кубов (2002—2004)
- Татьяна Романенко (Тутта Ларсен) (1998—2008)
- Фил (2004—2008)
- Филипп Бледный[314] (2009)
- Эвелина Блёданс (2011—2012)[315]
- Юлиан Капицин (Стерео Утро) (2009—2011)
- Юрий Пашков (2004—2008)
- Алла (Яна) Рудковская (2007—2008)
- Яна Чурикова (1998—2002)
- Ярослав Белоногов (Ярослав Александрович) (2005—2013)
- VJ Chuck (Михаил Климов) (2010—2013)

## Руководители

### Бывшие руководители

#### Генеральные директора
- Сергей Слипченко (1998—2003)[146][316]
- Арман Зограбян (2003—2004)[317][318]
- Леонид Юргелас (2004—2008)[319][320]
- Константин Лиходедов (январь—апрель 2008) — исполняющий обязанности генерального директора[321]
- Алексей Ефимов (2008—2009)[322][323]
- Роман Саркисов (2009—2012)[324]
- Николай Картозия (2012—2013)[325]
- Яна Чурикова (2013—2022)[326][327]

#### Президенты
- Борис Кац (1998—1999)[48][328]
- Ричард Нордин (1999—2000)[48]
- Линда Дженсен (2000—2005)[329][330]

С 2005 года должность президента на телеканале была упразднена.

#### Генеральные продюсеры
- Дмитрий Салтыков (1998—1999)[48][332]
- Дмитрий Великанов (1999—2004)[48]
- Николай Мещеряков (2004—2009)[333][334]
- Татьяна Фонина (2009—2010)[335]
- Андрей Резников (2010)[336]
- Лика Бланк (2010—2012)[337][338]

#### Председатели совета директоров
- Борис Зосимов (1998—2002)[8][339][340]

#### Креативные директора
- Алексей Тишкин, Глеб Орлов (1998—2003)[341][342]
- Сергей Подзолков (2003—2008)[343][344]
- Сергей Иванов (2008)[345]
- Валерия Гай Германика (2010) — креативный продюсер[346][347]
- Мария Богданова (2010—2013)[348]

#### Программные директора
- Андрей Чибис (1998—2003)[349][350]
- Илья Бачурин (2003—2006)[119][351]
- Светлана Лыско (2006—2007)[352]
- Илья Уткин (2007—2008)[344]
- Эльмира Енакаева (2008—2010) — директор департамента выпуска[353]
- Лев Макаров (2010—2012)[354]
- Максим Кривицкий (2012—2013)[355]

#### Арт-директора
- Антон Сакара (2001—2008)[356][357]

#### Музыкальные оформители
- Александр Петрунин (2001—2003)
- Олег Литвишко (2002—2008)

## Размещение
В первые несколько лет вещания (с 1998 по 2006 год) редакции и студии телеканала располагались в 1-м Щипковском переулке. В начале 2006 года «MTV Россия» переехал на проспект Андропова, в дом № 22. С октября 2009 по декабрь 2022 года «MTV Россия» располагался по адресу Варшавское шоссе, дом № 9, с 2009 по 2013 год ― как часть холдинга «Проф-Медиа», а с 2013 по 2022 год ― как офис VIMN в России и странах бывшего СССР.

## Критика
- В 2000-е и 2010-е годы зрители телеканала нередко высказывали претензии по поводу полного отсутствия музыкального контента в дневное время[363][364] и слишком большого количества показываемых американских и адаптированных под русскоязычного зрителя реалити-шоу на канале[365][366].
- В мае 2012 года депутат Законодательного собрания Санкт-Петербурга Виталий Милонов заявил, что телеканал MTV в России нужно закрыть или перевести на «неэфирное вещание», так как передачи на нём причиняют нравственный вред зрителям и разлагают их. По его мнению, на канале MTV «перешли все границы дозволенного», большинство передач негативно влияет на зрителей, так как они пошлые и низкопробные. Депутат отметил, что раньше «телеканал передавал хорошую музыку и прикольные мультики». Возможный переход MTV на «неэфирное вещание» может влиять на изменение программной концепции, уменьшение рекламного времени и закрытия ряда программ, а также на изменение Роскомнадзором соответствующего свидетельства о регистрации и лицензии на осуществление телевещания[367].